# José Luis Leal Maldonado
José Luis Leal Maldonado (Granada, agosto de 1939) es un político y economista español.

## Biografía
Alumno del Liceo Francés de Madrid, entre 1948 y 1955 estudió Derecho en la Universidad Complutense de Madrid. Se licenció además en Ciencias políticas en la Universidad de Ginebra. En la universidad entró en contacto con las Juventudes Monárquicas Españolas de Nicolás Sartorius y Juan Tomás de Salas, y en 1958 pasó a formar parte del Frente de Liberación Popular. Trabajó un tiempo en la asesoría jurídica de Manuel Jiménez de Parga. En 1961 viajó a Suiza y después a París, donde obtuvo una diplomatura en Estadística y un doctorado en Economía en La Sorbona. Profesor en la Universidad de Nanterre (1967-1972) y trabajó durante algunos años para la OCDE (1972-1977).
Al inicio de la transición democrática regresó a España. En 1977 fue nombrado director general de Política Económica del Ministerio de Economía, ingresó en la Unión de Centro Democrático (UCD) y en marzo de 1978 fue nombrado Secretario de Estado de Asuntos Económicos hasta abril de 1979. Posteriormente, Adolfo Suárez lo nombró Ministro de Economía, cargo que ocupó desde el 6 de abril de 1979 al 8 de septiembre de 1980. Después de la desaparición de la UCD tras perder las elecciones de 1982, abandonó la actividad política, pasando a ser asesor de la presidencia del Banco Bilbao Vizcaya. En 1990 fue nombrado presidente de la Asociación Española de Banca, cargo que ocupó hasta enero de 2006. Es presidente de Acción contra el Hambre desde 2001.
Desde 1999 ha sido vocal del Real Patronato del Museo del Prado.

## Cargos desempeñados
| Predecesor: Fernando Abril Martorell     | Ministro de Economía 1979 - 1980           | Sucesor: Juan Antonio García Díez       |
| Predecesor: José Ramón Álvarez Rendueles | Secretario de Estado de Economía 1978-1979 | Sucesor: Miguel Ángel Fernández Ordóñez |